# Hadreule
Hadreule is een geslacht van kevers in de familie houtzwamkevers (Ciidae).

## Soorten
- H. blaisdelli (Casey, 1900)
- H. elongatula (Gyllenhal, 1827)
- H. explanata Lawrence, 1971